# Віктор Сержан
Віктор Сержан (фр. Victor Sergent, 9 серпня 1886, Сен-Рафаель — 28 грудня 1923, Арле) — французький футболіст, що грав на позиції захисника, зокрема за «Расінг» (Париж) та національну збірну Франції.

## Клубна кар'єра
У дорослому футболі дебютував 1906 року виступами за команду «Расінг» (Париж), в якій провів шість сезонів. 
Завершував ігрову кар'єру у команді «Стад Рафаелюа», за яку виступав протягом 1912—1913 років.

## Виступи за збірну
1907 року дебютував в офіційних матчах у складі національної збірної Франції. Загалом протягом наступних семи років провів у її формі 5 матчів.
Помер 28 грудня 1923 року на 38-му році життя в Арле.